# 索恩河畔日尼
索恩河畔日尼（法語：Gigny-sur-Saône，法語發音：[ʒiɲi syʁ son]）是法国索恩-卢瓦尔省的一个市镇，属于索恩河畔沙隆区。

## 地理
索恩河畔日尼（46°39'40"N, 4°56'46"E）面积14.36 平方千米，位于法国勃艮第-弗朗什-孔泰大區索恩-卢瓦尔省，该省份为法国中部省份，北起顺时针与科多尔省、汝拉省、安省、罗讷省、卢瓦尔省、阿列省和涅夫勒省接壤。
与索恩河畔日尼接壤的市镇（或旧市镇、城区）包括：布瓦耶、馬爾奈、奥尔姆、圣西尔、圣日耳曼迪普兰、大塞讷塞。

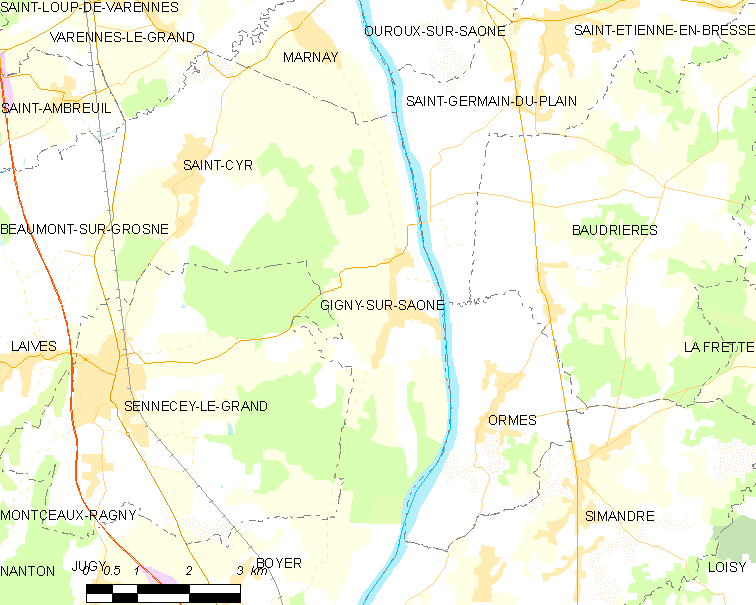
索恩河畔日尼的OSM定位图

索恩河畔日尼的时区为UTC+01:00、UTC+02:00（夏令时）。

## 行政
索恩河畔日尼的邮政编码为71240，INSEE市镇编码为71219。

## 政治
索恩河畔日尼所属的省级选区为图尔尼县。

## 人口

1962-2008年间索恩河畔日尼人口变化图示

索恩河畔日尼于2022年1月1日时的人口数量为568人。